# Глобус (песня)
«Глобус» («Я не знаю, где встретиться…») — песня, написанная в 1947 году М. Львовским на мелодию М. Светлова. Изначально созданная для студенческого спектакля, быстро стала популярной и приобрела дополнительные «народные» куплеты. Считается неофициальным гимном туристов, географов и геологов.

## История создания
Я не знаю, где встретиться

 Нам придётся с тобой.

 Глобус крутится-вертится,

 Словно шар голубой...

 И мелькают города и страны,

 Параллели и меридианы,

 Но нигде таких пунктиров нету,

 По которым нам бродить по свету.
Песня «Глобус» имеет длинную и сложную историю: она создавалась разными авторами в несколько этапов. В 1938 году поэт М. А. Светлов написал слова и мелодию песни, названной, по первой строчке, «За зелёным забориком». С её лирическим характером контрастировала ирония, заложенная в нарочито изысканных составных рифмах («И тогда под звуки мандолины / Мы уйдём с тобой в туман долины», и т .п.). На эту песню Ян Сашин сочинил пародию «Шофёрша», также построенную на составных рифмах: «Я люблю шофёршу крепко, робко / Вам в подарок от меня коробка», и т. д.
В 1947 году поэт М. Г. Львовский, по просьбе студентов ГИТИСа, написал песню для их дипломного спектакля «Старые друзья» по пьесе их преподавателя Л. Малюгина. Студентам хотелось, чтобы он использовал мелодию популярной в то время «Шофёрши» Сашина (написанной, в свою очередь, на мелодию Светлова). Один из них, будущий актёр и кинорежиссёр Николай Александрович, задал также и тему будущей песни: по сюжету спектакля герой должен был смотреть на глобус и видеть там не просто очертания материков, а всё то, что впоследствии повлечёт его в дальние странствия. Львовский сочинил соответствующий текст на светловскую мелодию, состоявший из двух запевов и двух припевов, и так родилась песня «Глобус».

## Последующая судьба
Согласно воспоминаниям самого М. Львовского, уже через год после закрытого выпускного спектакля в ГИТИСе «Глобус» запели туристы. Однако для песни, внезапно ставшей столь популярной, двух куплетов оказалось мало, и к изначальному тексту Львовского стали добавляться всё новые и новые дополнения (по некоторым данным, их насчитывалось более девяноста). Некоторые из вариантов приписываются известным поэтам, другие считаются народными. Постепенно песня перестала восприниматься как авторская и стала частью студенческого фольклора. В частности, своим гимном её сделали студенты-географы и геологи, при этом она получила ставшее каноническим завершение:
«Потому что мы народ бродячий,

Потому что нам нельзя иначе,

Потому что нам нельзя без песен,

Потому что мир без песен тесен».
Последние строки вошли в поговорку и стали своеобразным девизом поколения.
В 60-е годы песня получила официальное признание и часто звучала по радио в исполнении эстрадных певцов. В 70-е годы она вышла на пластинке «Песни на стихи Михаила Львовского» в исполнении Владимира Трошина. Аллюзия на одну из строк «Глобуса» присутствует в «Песне о хорошем настроении» (1964) Юлия Кима. «Глобус» продолжает оставаться популярным у туристов, географов и любителей бардовской песни.

## Отзывы
М. Львовский и Н. Богословский в статье «Слово о песне» (1962) писали о «Глобусе» как о песне с «паролем» и «подтекстом», песне для «своих». Кроме того, в «Глобусе» «…демонстративно отсутствует почтение к параллелям и меридианам земного шара, что, естественно, импонирует туристам».
Исай Кузнецов в книге «Жили-были на войне» пишет о «Глобусе» следующее: «У этой песни … поразительная судьба: она стала одной из самых любимых песен туристов, и не только туристов. Я слышал её и на Клухорском перевале, и в Сванетии, и на Эльбрусе, и в Сибири, на Енисее».
Ю. В. Ревич и В. Ш. Юровский в книге, посвящённой одному из основателей жанра авторской песни Михаилу Анчарову, высказывают мнение, что «Глобусу» повредил переход в статус официально признанного и исполняемого известными певцами произведения: «Такой поворот эту песню погубил — она встала в ряд с мажорным официозом тех лет, интонационно мало чем отличаясь от тех же пахмутовских песен, весьма талантливо выполненных, но ничуть не соответствовавших настрою аудитории». Они отмечают, что это повлекло за собой спад популярности «Глобуса» в 60-е годы.
Александр Лейзерович считает, что именно «знаменитым „Глобусом“» Михаил Львовский, впоследствии ставший кинодраматургом, «успел обессмертить себя».